# خوسه پردومو
خوسه پردومو (اسپانیایی: José Perdomo‎؛ زادهٔ ۵ ژانویهٔ ۱۹۶۵) بازیکن سابق و مربی فوتبال اهل اروگوئه است.
از باشگاه‌هایی که در آن بازی کرده‌است می‌توان به باشگاه فوتبال کاونتری سیتی، باشگاه فوتبال جنوآ، باشگاه فوتبال پنیارول، باشگاه فوتبال سرو، باشگاه فوتبال رئال بتیس، و باشگاه فوتبال جیمناسیا لاپلاتا اشاره کرد.
وی همچنین در تیم ملی فوتبال اروگوئه بازی کرده‌است.